# Pepe Oriola
Josep "Pepe" Oriola Vila, född 9 juli 1994 i Barcelona, är en spansk racerförare.

## Racingkarriär
Oriola startade, som nioåring, sin karriär inom karting 2004. Han tävlade i det, innan han i slutet av år 2009 gick över till standardvagnsracing. Oriola körde då den sista deltävlingen i SEAT León Supercopa Spain och slutade på pallen. Under sitt första hela år som standardvagnsförare tävlade han i SEAT León Eurocup och lyckades vinna tre tävlingar. Totalt slutade han fyra, endast en poäng bakom irländaren Eoin Murray på tredjeplats. Spanjoren körde även SEAT León Supercopa Spain och slutade på fjärde plats även där.
Under 2011 tävlade Oriola för SUNRED Engineering i världsmästerskapet i standardvagnsracing, World Touring Car Championship, som den yngsta föraren någonsin. Han var, vid säsongens start, endast 16 år, 8 månader och 11 dagar gammal. Under racen höll han sig ofta runt fjortonde plats, och slog ibland till med några enstaka poäng. I förarmästerskapet slutade han på artonde plats, i Yokohama Trophy på åttonde, och i Jay-Ten Trophy blev han trea, trots att hans bil endast platsade i det sistnämnda mästerskapet under tre tävlingshelger.
Under år 2011 tävlade Oriola även i European Touring Car Cup på Salzburgring. Han blev tvåa i första racet, vilket vanns av Fabrizio Giovanardi. I det andra vann han före italienaren, men eftersom Giovanardi tog pole position fick han ett extra poäng och vann därför European Touring Car Cup med endast ett poäng före Oriola.
| År                                               | Klass/Mästerskap                                          | Team                 | Bil                                   | Totalt/poäng   | Bästa placering              |
| ------------------------------------------------ | --------------------------------------------------------- | -------------------- | ------------------------------------- | -------------- | ---------------------------- |
| 2009                                             | SEAT León Supercopa Spain                                 | ?                    | SEAT León Supercopa                   | ?/?p           | ?                            |
| 2010                                             | SEAT León Eurocup                                         | Monlau Competicion   | SEAT León Supercopa                   | 4:a/37p        | Tre segrar                   |
| 2010                                             | SEAT León Supercopa Spain                                 | Monlau Competicion   | SEAT León Supercopa                   | 4:a/?p         | ?                            |
| 2010                                             | 24H Series - A3T                                          | Monlau Competicion 2 | SEAT León Supercopa                   | ?/?p           | 1:a på Hungaroring           |
| 2011                                             | World Touring Car Championship                            | SUNRED Engineering   | SEAT León 2.0 TDi SUNRED SR León 1.6T | 18:e/11p       | Två åttondeplatser           |
| 2011                                             | World Touring Car Championship - Yokohama Trophy          | SUNRED Engineering   | SEAT León 2.0 TDi SUNRED SR León 1.6T | 8:a/66p        | Tre tredjeplatser            |
| 2011                                             | World Touring Car Championship - Jay-Ten Trophy           | SUNRED Engineering   | SEAT León 2.0 TDi                     | 3:a/47p        | Två segrar                   |
| 2011                                             | European Touring Car Cup - Super 2000                     | SUNRED Engineering   | SEAT León 2.0 TDi                     | 2:a/20p        | 1:a på Salzburgring (Race 2) |
| 2012                                             | World Touring Car Championship                            | Tuenti Racing Team   | SEAT León WTCC                        | säsongen pågår | säsongen pågår               |
| 2012                                             | World Touring Car Championship - Yokohama Drivers' Trophy | Tuenti Racing Team   | SEAT León WTCC                        | säsongen pågår | säsongen pågår               |
| Senast uppdaterad: 2012-04-09 (4656 dagar sedan) |                                                           |                      |                                       |                |                              |